# 1946 dans les chemins de fer
Chronologie des chemins de fer
1945 dans les chemins de fer - 1946 - 1947 dans les chemins de fer

## Évènements

### Août
- 3 août.  France :   Marcel Flouret est nommé président de la SNCF, en remplacement de Pierre-Eugène Fournier, victime de l'épuration.

### Septembre
- 1er septembre.  France :   le film La Bataille du rail de René Clément reçoit le prix du jury international au premier Festival de Cannes.

## Décès
- 23 mai.  Allemagne :   mort d'Eugen Kittel (de). Ingénieur en chef de la traction aux chemins de fer (de) du royaume de Wurtemberg de 1896 à 1921, il inventa une mini chaudière verticale et semi-automatique qui équipa plusieurs séries d'autorails à vapeur.